# Karl von Keuhl
Freiherr Karl Franz von Keuhl (* 1739 in Fiume; † 11. Dezember 1798 in Prag) war ein kaiserlicher Feldmarschall-Lieutenant und Ritter des Maria-Theresia-Ordens.

## Herkunft
Seine Eltern waren der Feldmarschall Karl Gustav von Keuhl (* 1694; † 26. Juni 1758) und dessen Ehefrau, die Freiin Depozzi.

## Leben
Er war erst 15 Jahre alt, als er im Jahr 1754 in die kaiserliche Armee eintrat, aber er verließ dieselbe in kurzer Zeit wieder. Als 1756 der Siebenjährige Krieg ausbrach, kehrte er zurück und erhielt eine Oberlieutenantsstelle im Infanterie-Regiment Nr. 49, dessen Kommandeur sein Vater war. Im November 1756 kam er als Kapitän-Lieutenant in das Infanterie-Regiment Nr. 36 (Browne). Mit diesem kämpfte er in der Schlacht bei Prag und kam 1757 als Hauptmann in eine Grenadier-Kompanie. Er kämpfte in mehreren Schlachten und wurde 1761 zum Major ernannt. Er war erst 22 Jahre alt, aber bereits mehrere Male und auch gefährlich verwundet.
Nach dem Krieg wurde er 1769 Oberstlieutenant, im Mai 1773 Oberst im Regiment. Im Bayerischen Erbfolgekrieg konnte er sich am 5. Februar 1779 bei Brüx auszeichnen. Seinerzeit war der preußische Generalleutnant Möllendorf mit einem Korps aus dem Winterquartier aufgebrochen und stand überraschend vor Brüx. Keuhl drohte hier mit dem Infanterie-Regiment Nr. 36 eingeschlossen zu werden. Er zog sich kämpfend zurück, und als die Preußen am 6. Februar in ihre Quartiere zurückkehrten, konnte Keuhl seine ursprüngliche Stellung wieder besetzen. Für seine Leitung erhielt er am 15. Februar 1779 das Ritterkreuz des Maria-Theresia-Ordens.
Keuhl nahm noch am 8. Türkenkrieg teil und wurde am 10. April 1783 mit Rang vom 1. Mai 1783 Generalmajor und am 16. Januar 1790 mit Rang vom 21. Februar 1790 Feldmarschall-Lieutenant. Als solcher war er 1790 und 1791 an der Bekämpfung des Aufstandes in den Niederlanden beteiligt. Außerdem wurde er im Jahr 1790 Inhaber des Infanterie-Regiments Nr. 10. Keuhl nahm 1794 Abschied und verstarb bereits 1798.